# Norma Ledezma Ortega
Norma Librada Ledezma Ortega (Rosales, Chihuahua, 22 de noviembre de 1966) En el año 2002, Ledezma fundó la asociación civil Justicia para nuestras hijas en la ciudad de Chihuahua. La creación de esta organización fue motivada por la trágica desaparición y posterior fallecimiento de su hija, Paloma Escobar Ledezma, el 2 de marzo de ese mismo año. Los restos de la joven de 16 años fueron encontrados 27 días después de su desaparición.
Desde entonces, Ledezma ha liderado la asociación, convirtiéndola en un punto de referencia a nivel nacional por su incansable labor en la búsqueda de justicia para las mujeres desaparecidas y asesinadas.

## Biografía
Norma Ledezma Ortega nació como la tercera hija de Leopolda Ortega y Catarino Ledezma. Es licenciada en Derecho y cuenta con maestría en Derecho Constitucional y Amparo, ambos grados otorgados por el Centro de Estudios Superiores del Norte. [cita requerida]
A lo largo de su trayectoria ha sido galardonada con diversos premios nacionales e internacionales, por su destacado papel como defensora de los derechos de las víctimas de feminicidio, trata de personas, desaparición forzada y otros hechos victimizantes ocurridos en el estado. 

## Trayectoria en el acceso a la justicia y los derechos humanos
El 2 de marzo de 2002 Paloma Escobar Ledezma, su hija mayor, salió de su casa para asistir a sus clases de computación en la escuela ECCO en la ciudad de Chihuahua en donde también estudiaba la preparatoria. Al ver que su hija no regresaba, Norma Ledezma inició su búsqueda preguntando a sus amigas y amigos, así como a pedir informes en la institución informándole que la joven sí había acudido a tomar sus clases ese día.
Al día siguiente, 3 de marzo, denunció la desaparición de Paloma ante la Procuraduría General del Estado de Chihuahua (hoy Fiscalía General del Estado), a través de la cual se inició una averiguación previa en la Oficina de Averiguaciones Previas y de Conciliación y de Servicio Social, quien la transmitió al Grupo Especial de Delitos Sexuales y Contra la Familia de la Policía Judicial del Estado.
Fue 27 días después, el 29 de marzo de 2002, el cuerpo de Paloma Escobar Ledezma fue encontrado a los alrededores de la carretera Chihuahua- Aldama, con signos de muerte violenta investigándose como homicidio doloso.
Norma Ledezma Ortega decidió concluir sus estudios básicos de secundaria, preparatoria hasta cursar una licenciatura en derecho, en aras de continuar la lucha por la búsqueda de justicia tanto para su hija como para otras jóvenes que han padecido este mismo infortunio. Como una promesa a sus hija e hijo, ha declarado ante la prensa su compromiso en su preparación académica para tener herramientas y luchar para que tanto las madres como ella y las víctimas puedan encontrar justicia.
Participó como oradora en la 59 Sesión del Consejo de Derechos Humanos de las Naciones Unidas en el año 2003, y ha impartido múltiples talleres y conferencias en temas de la misma índole, tanto dentro como fuera del país.
En el año 2011 obtuvo el Premio Nacional de Derechos Humanos Don Sergio Méndez Arceo, concedido por la Fundación Don Sergio A. C.
En el año 2017 fue electa para formar parte de la Asamblea Consultiva de la Comisión Ejecutiva de Atención a Víctimas de la LXV Legislatura del Congreso de la Unión de México.
En el año 2018 recibió el Reconocimiento Hermila Galindo concedido por la Comisión de Derechos Humanos del Distrito Federal (CDHDF), por su destacada labor de promoción de los derechos humanos de las mujeres en México y el fortalecimiento de una cultura de la igualdad de género.
En el año 2020 fue reconocida como finalista del Premio Martin Ennals para personas defensoras de Derechos Humanos en Ginebra, Suiza, por su labor en materia de defensa de mujeres víctimas de crímenes de diversa índole y en 2022 fue elegida como ponente en la “Presentación de la guía de Aplicación de la Ley Modelo Interamericana", evento de impacto internacional organizado por la Suprema Corte de Justicia de la Nación. 

Actualmente forma parte del programa de la Unión Europea "Protejamos sus voces" y participa de manera directa como asesora jurídica y coadyuvante, en más de 300 casos activos de los delitos relativos a la privación de la libertad y de la vida, en 17 municipios de Chihuahua.
Desde el año 2023, funge como titular de la Comisión Ejecutiva de Atención a Víctimas del Estado de Chihuahua (CEAVE), nombramiento otorgado por la gobernadora de Chihuahua María Eugenia Campos Galván.